# Небтуи
Небтуи — древнеегипетская богиня, олицетворяющая плодородие, жена Хнума. Её имя переводится как «владычица полей». Покровительствовала городу Латополису. Функции Небтуи были близки к функциям таких богинь, как Исида, Хатор, Менхит. Впоследствии культ Небтуи был постепенно оттеснен культом Нейт.